# Castelul Orlík
Castelul Orlík este un castel situat la 500 m nord-est de satul Orlík nad Vltavou, în partea de nord a districtului Písek, în regiunea Boemia de Sud a Republicii Cehe. Poziția inițială a castelului, pe o stâncă aflată la 60 m mai sus de valea râului Vltava, a fost modificată prin crearea de lacului de acumulare Orlík în 1954-1962, iar castelul este acum de-abia la câțiva metri deasupra nivelului apei.
Înțelesul numelui Orlík provine de la cuvântul „vultur” (în cehă Orel). Se sugerează adesea că acest castel ar fi semăna cu un cuib de vultur cocoțat pe aflorimentul stâncos ce se află deasupra râului.

## Istoric

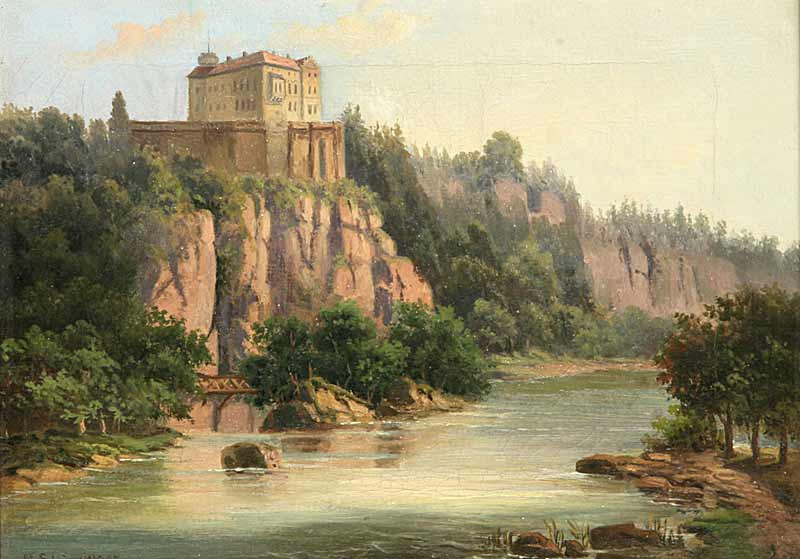
Castelul Orlík înainte de construirea barajului Orlík. Ulei pe pânză, pictorul ceh Vilém Ströminger.

Orlík a fost stabilit ca un castel regal lângă un vad pe râul Vltava, în a doua jumătate a secolului al XIII-lea, probabil de Ottokar al II-lea Přemysl, deși în Evul Mediu a ajuns să fie stăpânit de familiile nobiliare boeme și dreptul de proprietate s-a schimbat de mai multe ori. Începând din 1408 a fost stăpânit de Zmrzlík din familia Svojšín, iar în timpul stăpânirii lor căpitanul husit Jan Žižka din Trocnov a locuit în castel. În anul 1508 castelul a ars și a fost reconstruit ca un castel renascentist de către noii proprietari, seniorii de Švamberk. În 1623 familia Eggenberg a dobândit domeniul Orlík, trecând prin moștenire în 1717 la familia Schwarzenberg.
La începutul secolului al XIX-lea a devenit reședința principală a familiei sus-menționate. Castelul a ars în 1802 și în timpul reparațiilor ulterioare i s-a mai adăugat un al patrulea etaj. Cel mai faimos membru al familiei a fost feldmareșalul Karl Philipp, prinț de Schwarzenberg, care l-a învins pe Napoleon în Bătălia de la Leipzig din 1813. Romanticul aspect gotic actual datează din perioada 1849-1860, când remodelarea parțială în acest stil a fost efectuată în conformitate cu planurile lui Bernard Gruber. Castelul Orlík, în stil gotic timpuriu, a fost confiscat de regimul comunist în 1948, prin naționalizare, dar în anii 1990 el a fost retrocedat familiei Schwarzenberg.

## Descriere
Accesul în castel se face printr-un pod de piatră aflat peste un șanț. Trei turnuri rotunde se înalță deasupra fațadei principale, unul dintre ele fiind original, construit în secolul al XIV-lea. Intrarea în castel este tăiată în stâncă și duce într-o curte trapezoidală, cu arcade la parter. Cea mai veche clădire este fostul palat care datează din secolul al XIV-lea și formează partea de nord a curții.
Interioarele sunt, în principal, în stil Empire, din prima jumătate a secolului al XIX-lea. Sala Lovecký (Sala vânătorului), cu o boltă cvadripartită cu nervuri ogivale, este în stil gotic, iar capela datează, de asemenea, din perioada gotică și are o boltă cu nervuri. Din punct de vedere artistic, camerele cele mai valoroase sunt camerele de stat de la primul etaj; sala mare și cea mică a cavalerilor; sala vânătorilor; saloanele albastru și imperial; biblioteca și galeria armelor. Spațiile interioare sunt mobilate în stilul perioadei respective și conțin colecția de lucrări de artă ale familiei.
Castelul are un parc vast în stil englezesc, care acoperă 143 de hectare, cu specii native și non-native de arbori și arbuști, precum și o seră cu o colecție de plante din specia fuchsia. Pivnița cu o boltă pseudo-gotică a familiei Schwarzenberg este situată în partea de vest a parcului.

## Imagini

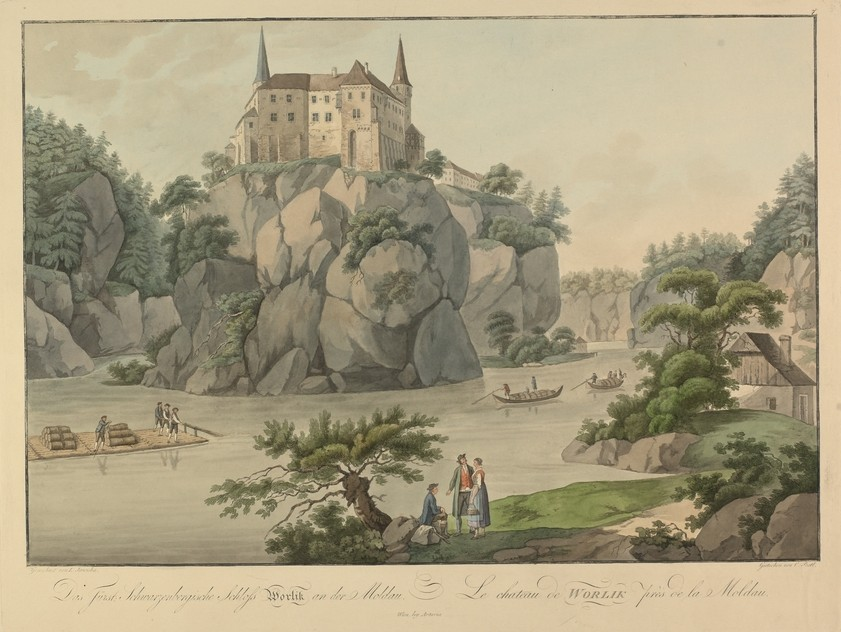
Pictură în acvaforte din 1798, realizată de Lovro Janša
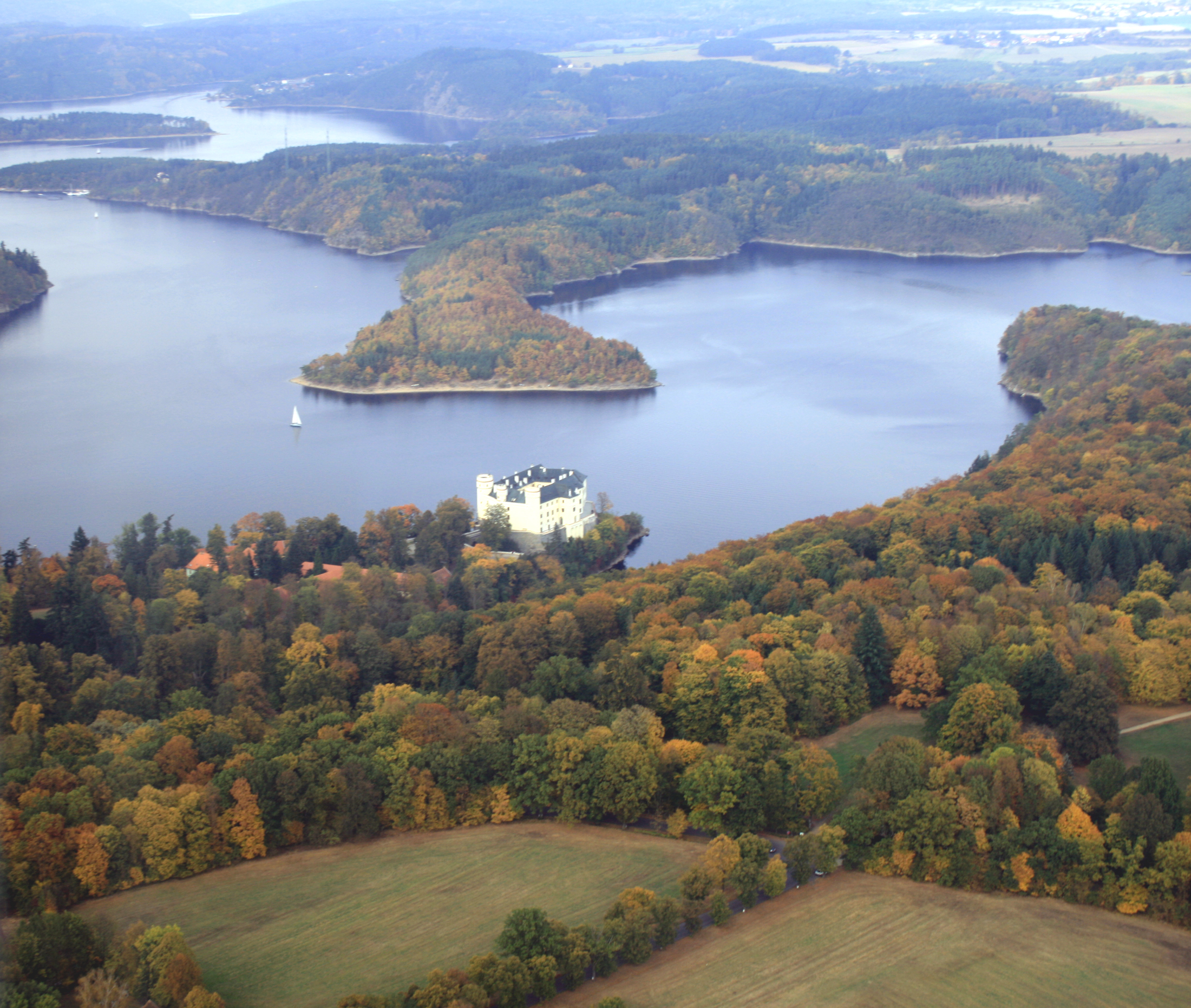
Castelul văzut de sus
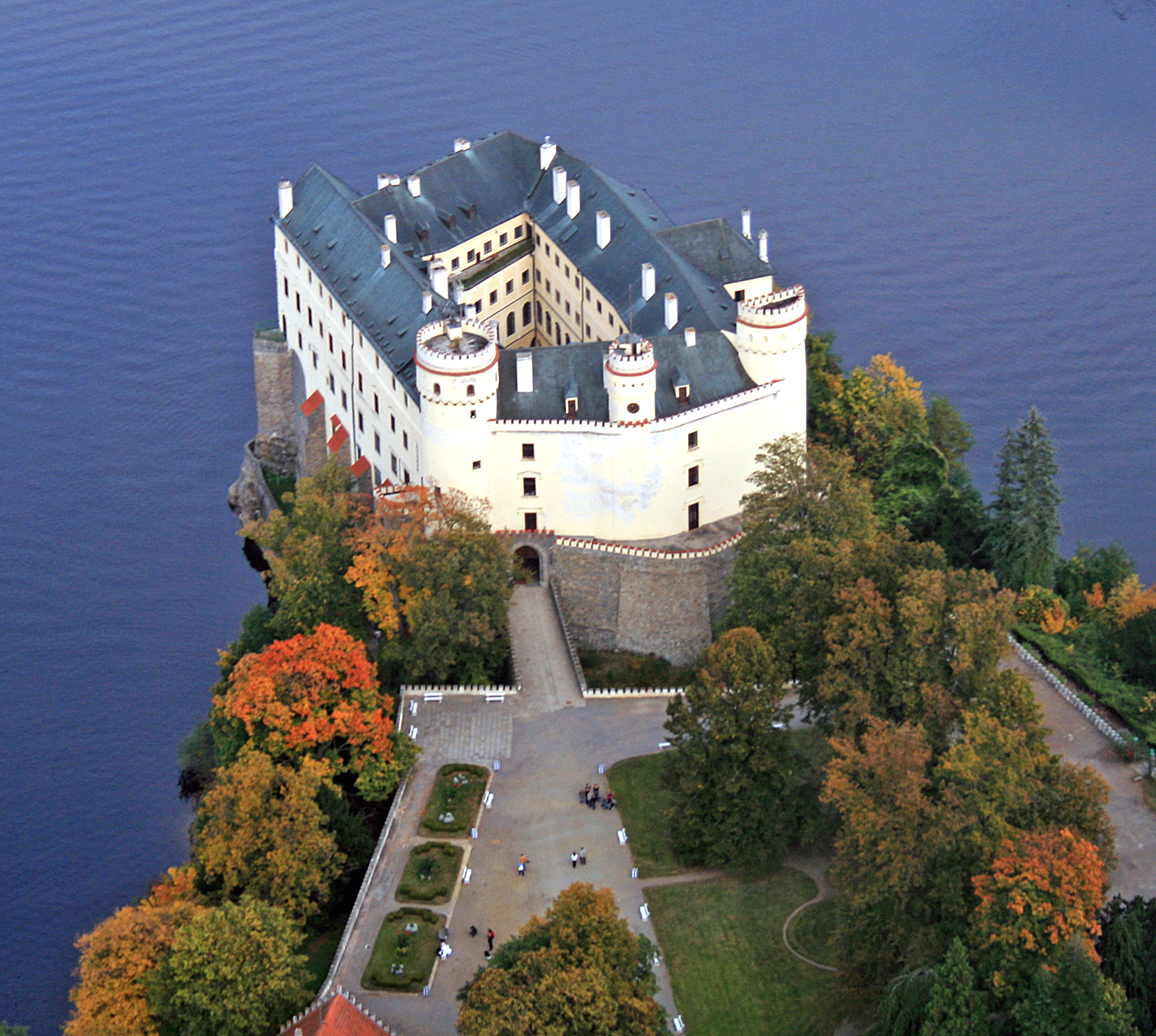
Castelul văzut de sus
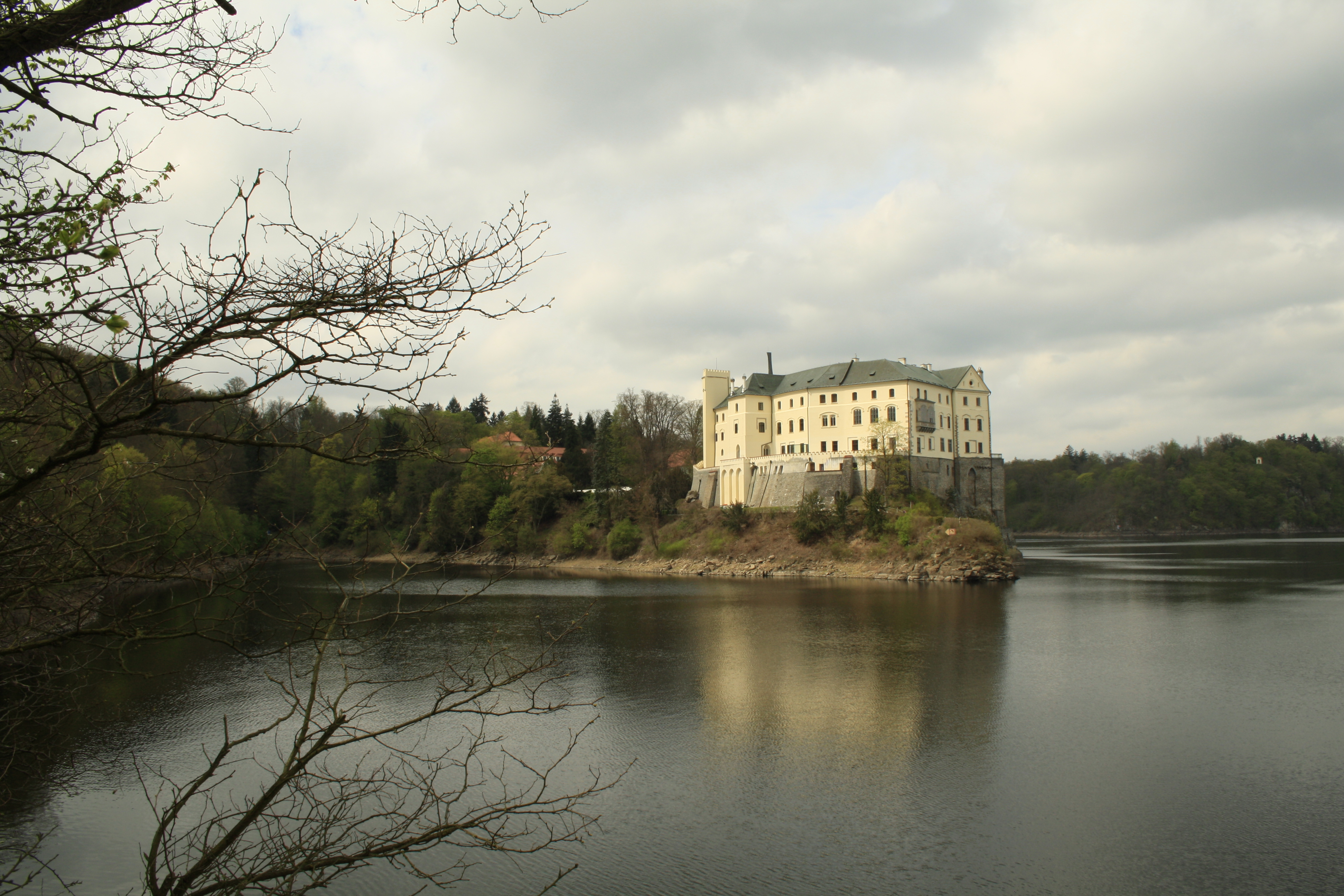
Castelul văzut de pe malul celălalt al barajului
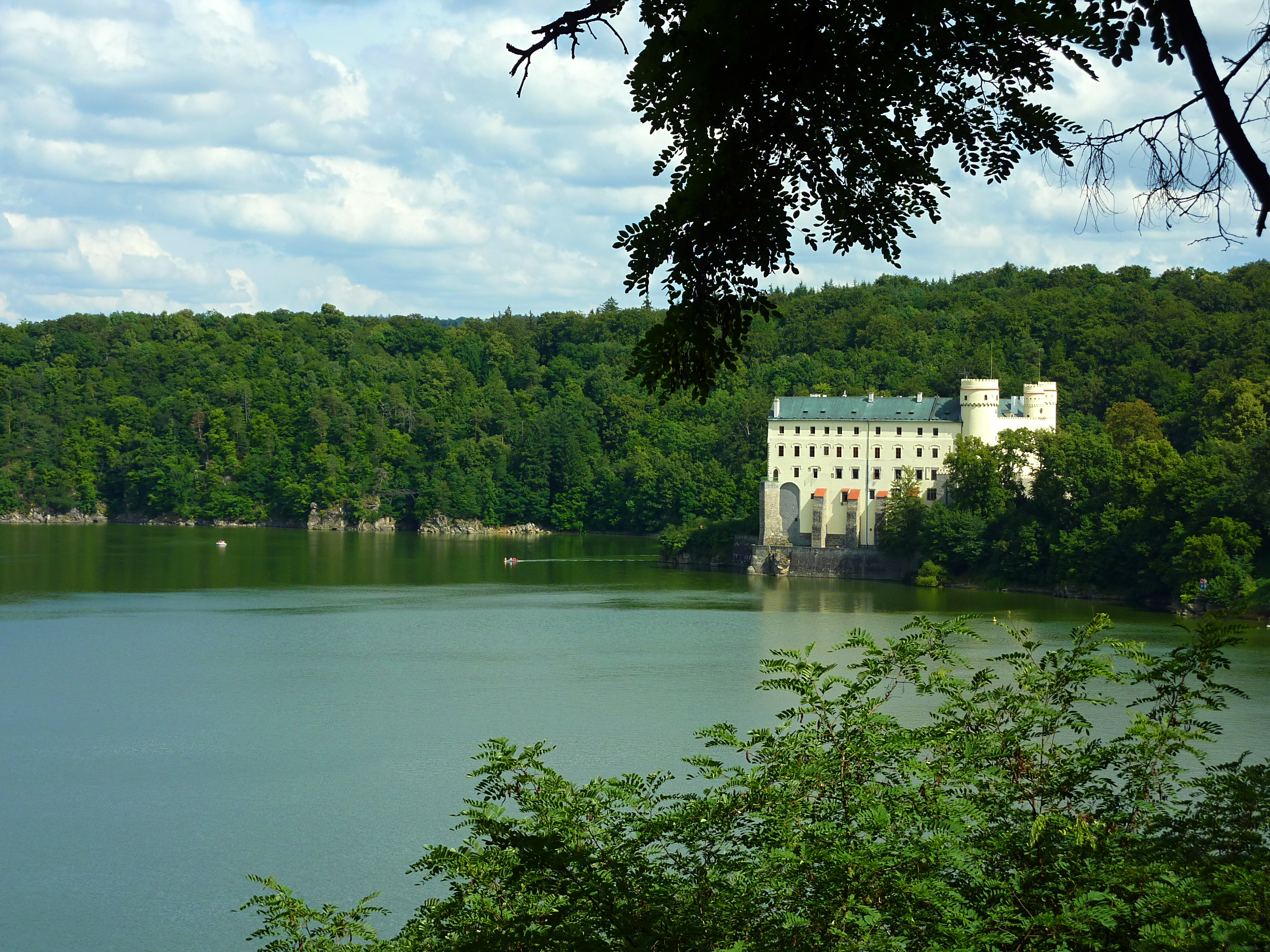
Castelul Orlík
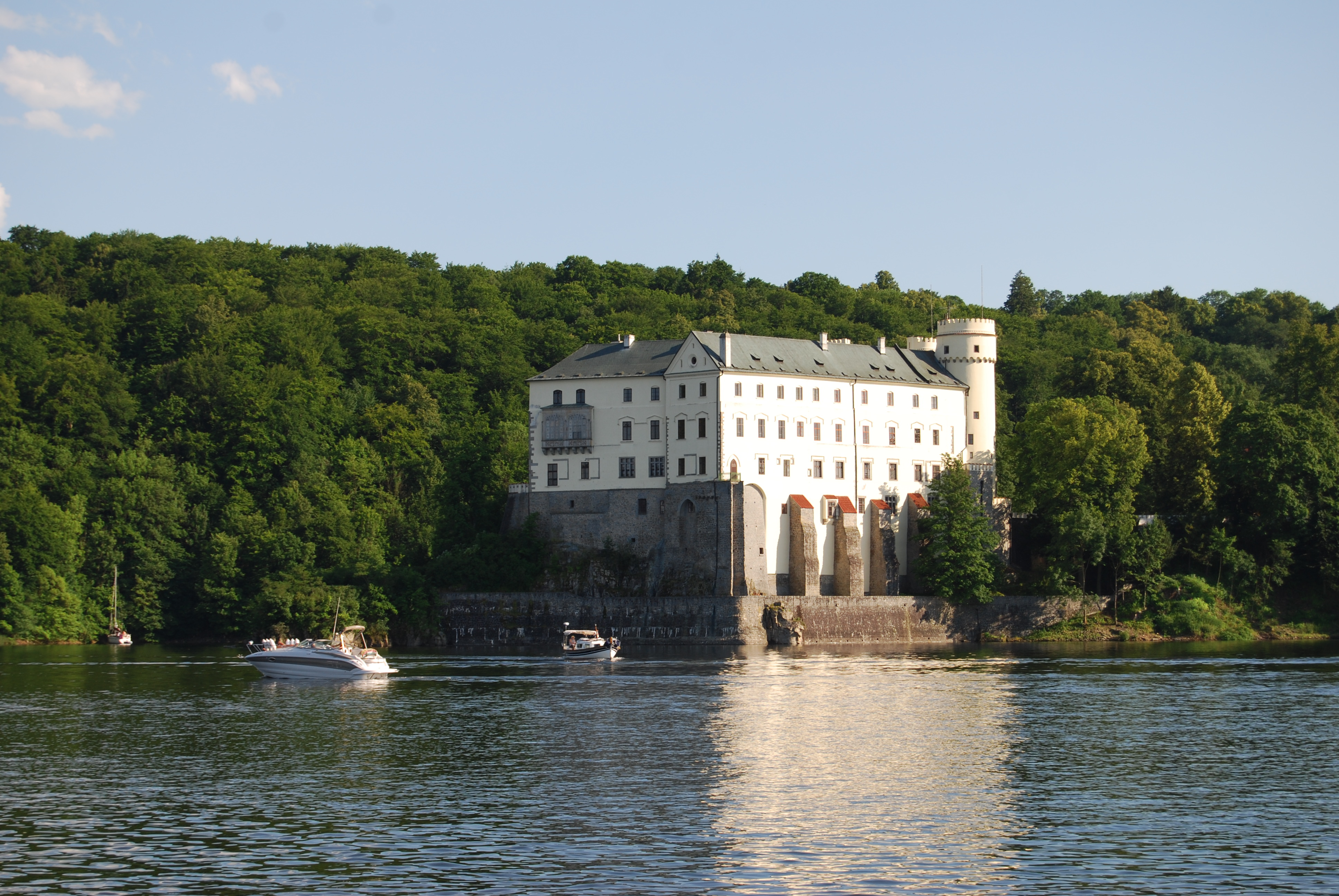
Castelul văzut de pe malul celălalt al barajului
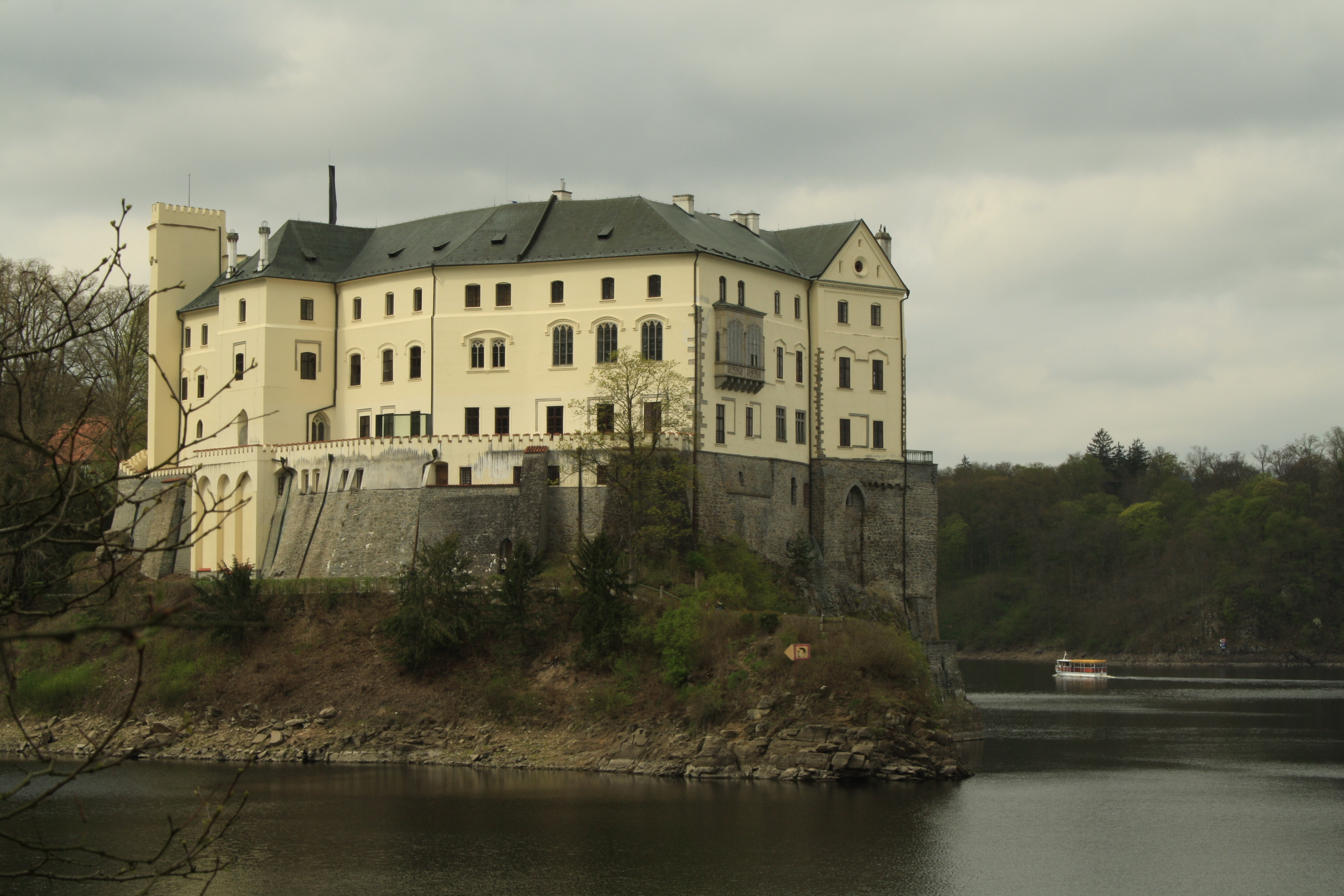
Castelul Orlík